# Malanea auyantepuiensis
Malanea auyantepuiensis är en måreväxtart som beskrevs av Julian Alfred Steyermark. Malanea auyantepuiensis ingår i släktet Malanea och familjen måreväxter. Inga underarter finns listade i Catalogue of Life.